# Аморі (король Кіпру)
Аморі I (Амальріх) (лат. Amaury de Lusignan; 1145 — 1 квітня 1205) — король Кіпру у 1194–1205 роках, король Єрусалиму у 1197–1205 (як Аморі II).

## Біографія

### Молоді роки
Походив з впливового у Пуату роду Лузіньянів. Син Гуго VIII, графа де Ла Марш, та Бургони де Ранкон. Про молоді роки мало відомостей. Ймовірно брав участь у численних бійках із сусідніми феодалами. У 1168 році разом з батьком та братом Гі брав участь у повстанні проти короля Генріха II. Конфлікт завершився отриманням Гуго VIII титулу графа де Ла Марша. У 1173—1174 роках Аморі знову взяв участь у конфліктах родини Плантагенет, спочатку виступаючи проти принца Річарда. Згодом брати Аморі та Гі вимушені були замиритися і, на знак спокути, вирушити до Палестини.

### Хрестоносець
По прибуттю до Єрусалиму Аморі де Лузіньян потрапив до почту удови короля Аморі I — Агнес де Куртене. Завдяки цьому він ввійшов до королівського двору. Незабаром став наближеною особою короля Балдуїна IV. У 1175 році отримав посаду камергера Єрусалимського королівства, а 1179 року — конетабля.
У 1180 році Аморі зміг домогтися шлюбу поміж своїм братом Гі та спадкоємицею трону Сибілою Єрусалимською, які після смерті короля Балдуїна V у 1186 році, стали новими володарями Єрусалиму. У 1181 році він став конетаблем. У 1183 році Аморі взяв участь у битві при аль-Фулі, в якій хрестоносці не зуміли здолати армію єгипетського султана.
Після смерті короля Балдуїна V новим королем було оголошено Гі де Лузіньяна. Зважаючи на слабкі здібності свого брата Гі, Аморі сподівався фактично керувати королівством. Втім брати Лузіньяни стикнулися з небезпечним ворогом в особі Салах ад-Діна. У 1187 році останній розбив хрестоносців під Хаттіном, де Аморі потрапив у полон. Згодом, після отримання свободи у 1190 році він приєднався до Річарда I Левове Серце під час Третього хрестового походу. У 1193 році залишив посаду конетабля й перебрався до Кіпру, якого на той час викупив у короля Англії Гі де Лузіньян.

### Король

Герб Лузіньян, як королів Кіпру

У 1194 році після смерті брата Аморі став королем Кіпру. Із самого початку він багато зробив для зміцнення свого правового стану на острові. Для цього відправив посольства до папи римського Целестина III та імператора Генріха VI Гогенштауфена. Від першого отримав згоду на утворення архієпископства у Нікосії, єпископств у Пафосі, Лімасолі та Фамагусті. Від імператора отримав право титулуватися королем. Навзаєм Аморі I визнав себе васалом імперії.
Коронація відбулася у Нікосії 22 вересня 1197 році пі орудою імперського канцлера Конрада Квертвертського, єпископа Ґільдесхайма. В цей час раптово помер Генріх Шампанський, володар Єрусалиму. Тоді Аморі I одружився з його удовою — Ізабелою Єрусалимською й став новим королем Єрусалиму Аморі II. Отримавши допомогу від німецьких хрестоносців, він продовжив війну із султаном аль-Аділом й 25 жовтня 1197 році завоював Бейрут. Втім розвинути успіх не зміг й 1 липня 1199 року уклав з ворогами перемир'я. У 1204 році його порушили мусульманські пірати. У відповідь Аморі I наказав спустошити узбережжя Єгипту, зокрема було сплюндровано м. Феа. У 1204 році було укладено нове перемир'я.
Помер Аморі I 1 квітня 1205 року в сирійській фортеці Акрі від тяжкої дизентерії (не виключають, що причиною смерті міг бути амебіаз).

## Родина
1. Дружина — Есківа (д/н—1196), донька Балдуїн Ібелінського, володаря Рамли.
Діти:
- Бургона (1180—1210), дружина Готьє де Монбеляра, Амедея II де Монтфакона
- Гі (1197—1205)
- Жан (1197—1205)
- Гуго (ок.1194 — 1218), король Кіпру у 1205–1218 роках
- Елоіза (1190—1219), дружина Раймунда-Рупена, князь Антіохії
- Аліса (1197—1205)

2. Дружина — Ізабела (1172—1205), донька Аморі I, короля Єрусалиму
Діти:
- Сибіла (1198—1230), дружина Левона II, царя Кілікійської Вірменії
- Аморі (1201—1205)
- Мелісенда (д/н— 1249), дружина Боемунда IV, князя Антіохії